# NTS Radio
NTS Radio ou NTS Live est une installation de radio diffusée sur internet, appelée webradio, basée à Dalston (Londres) et créée en avril 2011 par Femi Adeyemi (un des membres fondateurs de Boiler Room) et Clair Urbahn, avec comme idée de proposer une programmation radicale et diversifiée. La station diffuse 24h/24 sans publicité, et propose des émissions régulières à des artistes tels que Floating Points, Andrew Weatherall, Gaslamp Killer, Four Tet, Frankie Knuckles... Les programmes de la webradio sont accessibles gratuitement sur Mixcloud.

## Historique
NTS naît sous la forme d'un blog musical intitulé Nuts To Soup tenu par Femi Adeyemi, que ce dernier fait ensuite évoluer en radio pirate. Trois mois après son lancement, la chaîne compte 150 émissions régulières.
En 2015, NTS ouvre un second studio à Manchester et compte près de 300 000 auditeurs réguliers via son site web seulement.